# Industrial Building
El Industrial Building es un edificio de gran altura en el Downtown de Detroit, Míchigan. Ocupa la esquina noreste de Grand River Avenue y Washington Boulevard. Pertenece al Distrito Histórico de Capitol Park.

## Descripción
Los pisos superiores presentan varios retranqueos y pilares, y el techo cuenta con un diseño muy complejo de cornisas de piedra caliza.
El edificio mide 73 metros de altura, tiene 22 pisos de altura, con 21 plantas sobre rasante y un sótano. Fue terminado en 1928, y es una de las muchas estructuras construidas por el arquitecto Louis Kamper en Washington Boulevard en las décadas de 1910 y 1920. Kamper diseñó el Industrial Building con una mezcla de art déco, neogótico y Beaux-Arts.
Construido como un edificio de oficinas. En 1981, se convirtió en apartamentos para personas mayores y cambió el nombre de Park Place Apartments. Un incendio azotó el edificio en febrero de 2003, desplazando temporalmente a más de 100 residentes.